# 2023年亞洲熱浪
從2023年4月開始，一場創紀錄的熱浪影響了包括印度、孟加拉國、中華人民共和國、泰國和越南在內的許多亞洲國家，創下了幾個地區的氣溫紀錄。

## 南亞

### 孟加拉國
4月15日，達卡的氣溫上升至40°C以上，導致道路路面融化。由於熱浪引起的用電量激增，孟加拉國部分地區發生了停電。由於高溫，該國的中暑和中暑案例有所增加。

### 印度
印度北部和東部地區的6個城市記錄到的氣溫超過44°C，而新德里在4月18日記錄到40.4°C。
勞工部向所有邦和地區發出指導意見，要求提供工人足夠的飲用水、緊急冰袋和頻繁的休息時間。由於對高溫的擔憂，西孟加拉邦的首席部長Mamata Banerjee在4月17日至22日期間關閉了該邦的所有學校。同一周，特里普拉邦和奥迪沙邦的學校也關閉了。
卡納塔克邦的三座燃煤發電廠此前需求較少，現在已經被設置為全速運轉，以滿足熱浪造成的增加的電力需求。氣象廳的氣象總幹事K. J. Ramesh在5月表示，一些邦已開始實施緩解措施，例如在下午1點前關閉學校，上午7點至下午1點運營政府辦公室，並建議年輕人和老年人在上午11點至下午3點期間待在室內。

#### 馬哈拉施特拉邦损伤
在4月16日，有13人在出席新孟買市的Kharghar舉行的Maharashtra Bhushan獎頒獎典禮後死於中暑，另有50至60人被送往醫院。
事件發生在政府活動中，當時印度聯邦內政部長Amit Shah向社會工作者Appasaheb Dharmadhikari頒發Maharashtra Bhushan獎。這次事件是由於長時間的體力消耗和高溫照射引起的。盡管印度氣象局當天沒有發出任何熱浪警報，但醫生們將死亡事件與在開放空間中長時間暴露於高溫和激烈活動有關。很多人也來自附近的地區，這使得他們的情況更加惡化。對這一事件的憤慨引發了政治人物的聲討，要求政府對死亡負責。
馬哈拉施特拉邦國大黨委員會（Maharashtra Pradesh Congress Committee）主席Nana Patole要求首席部長和副首席部長辭職，並要求政府負責。馬哈拉施特拉邦前首席部長Uddhav Thackeray和全國人民大會（NCP）主席Ajit Pawar前往醫院檢查情況並批評活動的組織。對此次悲劇的發生，人們提出了對改進計劃和程序的需求，以防止未來發生類似的災難。

### 巴基斯坦
4月23日，巴基斯坦有9個城市記錄到了40°C及以上的高温。

### 斯里兰卡
4月17日，斯里蘭卡氣象局警告東部省、北中省、西北省和漢班托特區、基利諾奇區、馬納爾區、莫訥勒格勒區、穆萊蒂武區和瓦武尼亞區的氣溫預計會上升到「警戒水平」。截至4月27日，斯里蘭卡的氣溫介于39-40°C。

## 東南亞
新加坡新躍社科大學的副教授Tieh-Yong Koh在5月份表示，柬埔寨、老撾、緬甸、泰國和越南的持續乾旱是由前一個冬季的壓抑降雨所導致。他指出，“因為干燥的土壤比潮濕的土壤更容易升溫，所以當春季到來時自然會形成熱異常”。泰國和越南的部分地區在熱浪期間受到了濃霧的影響；NBC新聞聯繫的專家指出，極端高溫和空氣污染的結合可能會導致呼吸系統、心血管和腎臟疾病的增加，並且這些影響會因氣候變化加劇熱浪和空氣污染而惡化。

### 柬埔寨
柬埔寨因泰国对水资源的高需求而受到水资源短缺的影响。柬埔寨水资源和气象部预测高温天气会持续到5月中旬，而且比2022年的降雨量更少。该部门还表示，气象模式正受厄尔尼诺现象影响，导致高温将持续到8月。5月份，桔井市和博涅克列县记录了41.6℃的温度，创下了新的全国5月纪录。

### 老挝
老挝沙耶武里省于4月19日达到42.9℃，创下该国有史以来的最高纪录。5月6日，琅勃拉邦达到43.5℃，超过了该国以前的记录，而他曲市当晚记录了31.8℃，成为该国最热的夜晚。同一周末，万象市达到42.5℃，打破了该市的有史以来的最高记录。

### 马来西亚
4月份，马来西亚气象局在多个州发布了热浪预警。最高记录的温度是在森美兰州达到的38.4℃。4月25日，吉兰丹州一名11岁男孩和一个19个月大的幼儿因中暑和严重脱水而死亡。至少五人因高温需要接受医疗治疗。
5月3日，教育部宣布，所有学校的户外活动将因高温被暂停。5月5日，国家气象部门表示，该国的热浪预计将持续到6月。

### 缅甸
4月25日，缅甸四个气象站记录下当月最高气温，孟邦的Theinzayet气象站记录的最高气温达到了43℃。次日，依照气象历史学家Maximiliano Herrera的说辞，勃固市达到了42.2℃，与2019年4月和2020年5月的历史最高纪录持平。

### 菲律宾
4月21日，菲律宾气温升至37℃，而武端市的体感温度达到了48℃，为2023年迄今为止该国的最高记录。一所中学停电导致近150名学生中暑，其中两名学生被紧急送往医院。教育部宣布，从4月24日起，学校将可以自行决定是否转为网课以避免高温。有839所学校转为远程学习以防止学生因极端高温而病倒。

### 新加坡
新加坡海军部於2023年4月14日达到36.1℃的最高温度，这是该国在该年记录的最高温度。不到一个月后，记录被打破，5月12日在蔡厝港达到36.2℃的温度。隔日，宏茂桥的气温更达到了37℃，并与1983年4月17日在登加创下的纪录持平。
为了帮助学生应对高温，一些学校已经开始放宽校服规定。新加坡气象局于5月早些时候表示，尽管最近记录了相对较高的温度，但该国“目前没有经历热浪”。

### 泰国
在泰国，据Herrera称，其气温首次升至超过45°C，泰国的Tak市于4月15日达到了45.4°C。自3月份以来，该国大部分地区的气温徘徊在40度左右。根据ArabiaWeather的数据，泰国此前的最高纪录为44.6°C，这发生在夜丰颂府。该国报告了两起因热浪而导致的死亡事件。
數千人因泰國北部和緬甸年度燃燒所引起的污染而被迫逃離清邁。由於空調和冷藏使用量高，停電已變得普遍。4月25日，曼谷的雨帶來了炎熱的緩解。
泰國政府已經發出健康警告，衛生部門警告人們要注意中暑的風險。4月22日，政府發出警告，要求人們待在室內。4月21日，泰國國家氣象局表示，體感溫度創下54°C的紀錄。
5月6日，曼谷氣溫達到41℃，創下當地史上最高記錄。次日，有報導稱因極端高溫導致多人暈倒，包括2023年泰国众议院选举的提前投票者。其中包括在蘭甘亨大學的14人和在Chan Kasem Rajabhat大學的3人。同一周，北部和中部地區的氣溫仍保持在40℃以上，導致電力需求增加。

### 越南
越南和平省金杯县记录了3月份27年来的最高温度，为41.4℃。5月6日，回春的温度达到44.1℃，超过了该国2019年43.4℃的先前纪录。乂安省襄阳县的温度在稍后则达到44.2℃。

## 東亞

### 中國大陸
中國大陸也受到了這次熱浪的影響，4月18日在雲南省元陽縣，溫度升至42.4℃。根據氣候學家Jim Yang的說法，100多個氣象站在4月17日打破了各自的溫度記錄。在多個省份，氣溫已超過35℃。
4月22日至23日，一股南下東移的冷鋒引發了中國北方部分地區的明顯降溫、暴雨和大雪，山西報告最多達24厘米的降雪量。
5月6日，海南省昌江黎族自治縣的氣溫達到41.5℃，成為全省最高紀錄。
6月22日，北京市气温达41.1℃，创下了北京有记录以来的历史次高温（北京历史最高温为1999年7月24日的41.9℃）。6月24日，北京气温连续3天突破40摄氏度，这在历史上都从未有过记录。北京、河北、河南、山东、内蒙古和天津等地的部分或全部地区都在同日发布了高温红色预警信号，这表示24小时内最高气温将升至40℃以上。
7月5日，北京气象台记录到北京自6月以来气温连续18天超过35摄氏度，创下了当地自1951年以来同时期气温持续最长时间超过35摄氏度的记录。

### 日本
日本熊本縣水俁市的溫度一度達到30.2°C，創下該市4月份的最高紀錄。
2023年7月27日，大阪府枚方市的氣溫達39.8度，為該年日本最高氣溫。

## 中亞
幾個中亞國家在4月份也都記錄了不尋常的高溫，包括哈薩克斯坦塔拉兹市達到的33.6℃，以及两者气温都達到42.4℃的土庫曼斯坦和烏茲別克斯坦。